# Sibur

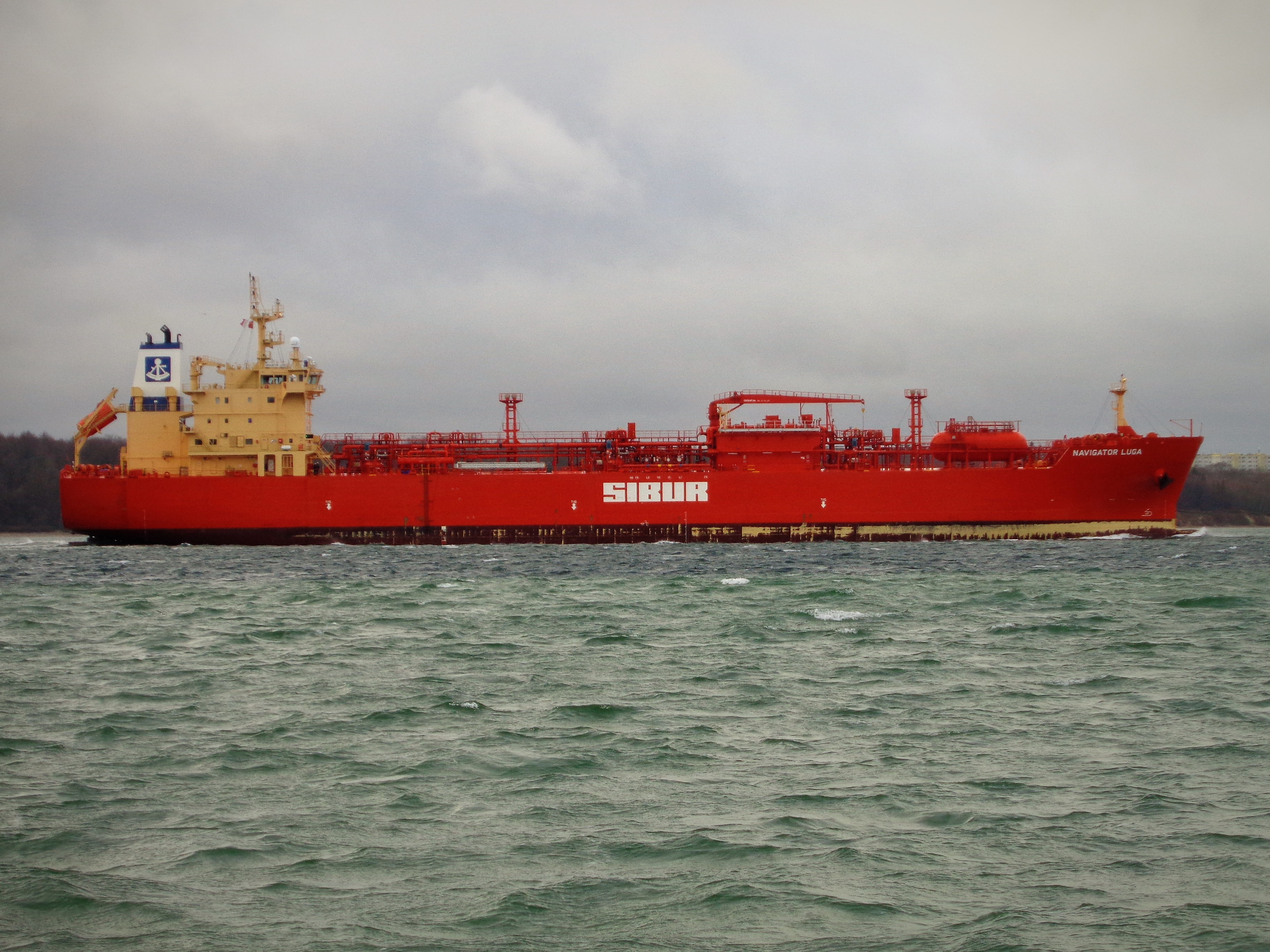
Zbiornikowiec Luga z logo spółki

Sibur Holding (ros. СИБУР Холдинг) – rosyjskie przedsiębiorstwo przemysłowe działające w branży petrochemicznej.
Spółka została założona w 1995 roku, jej celem była integracja przedsiębiorstw petrochemicznych funkcjonujących w dawnym Związku Radzieckim. Spółka była kontrolowana przez Gazprom. w 1998 roku prezesem oraz współwłaścicielem spółki został Jakow Gołdowski. W latach 1998–1999 Sibur przeprowadził działania konsolidacyjne, skupując około 60 fabryk działających w przemyśle petrochemicznym i pokrewnym. Wiele z tych przedsiębiorstw wymagała dofinansowania i reorganizacji, co spowodowało, że zadłużenie spółki sięgnęło 1 mld $. Gołdowski chciał poprawić sytuację spółki emitując dodatkowe akcje, ale nie uzyskał na to zgody Gazpromu, kierowanego wówczas przez Aleksieja Millera. Gazprom przeprowadził postępowanie upadłościowe Siburu, a Gołdowski został aresztowany na kilka dni oraz zmuszony do sprzedaży swojego pakietu akcji i odejścia z firmy.
Nowy zarząd firmy z prezesem Aleksandrem Diukowem przeprowadził reorganizację przedsiębiorstwa, zakłady prowadzące działalność uznaną za podstawową dla spółki skupiono w trzech dywizjach: węglowodorów, gum syntetycznych oraz tworzyw sztucznych i syntezy organicznej. Zakłady, których profil nie mieścił się w ramach działalności podstawowej, np. fabryki opon, czy zakłady nawozowe przekształcono w spółki zależne o znacznej samodzielności operacyjnej. Spółka po przekształceniach została, w grudniu 2005 roku, przemianowana na Sibur Holding.
W tym czasie Gazprom ogłosił, że jego działalność podstawowa obejmuje produkcję gazu, ropy i energii, a przemysł petrochemiczny się w niej nie mieści. Udziały w Siborze zostały przeniesione do spółek Gazprombank oraz Gazfond. Aleksandr Diukow odszedł do spółki Gazprom Nieft, a nowym prezesem został Dmitrij Konow. W 2008 roku Gazprombank sprzedał pakiet kontrolny spółki grupie zarządzających nią menedżerów, w tym Konowowi.
W latach 2010–2011 akcje firmy skupił Leonid Michelson, który w 2018 roku posiadał 48,5% udziałów. 17% należało do Giennadija Timczenko, a po 10% do chińskiego przedsiębiorstwa Sinopec oraz funduszu Silk Road Fund.
Spółka ogłosiła szeroki plan inwestycyjny obejmujący m.in. uruchomienie fabryki polipropylenu w Tobolsku, a także nowego kompleksu w rejonie Amuru, pozwalającego na zaopatrywanie rynku chińskiego.